# Kecamatan Rundeng
Kecamatan Rundeng (indonesiska: Rundeng) är ett distrikt i Indonesien.   Det ligger i provinsen Aceh, i den västra delen av landet, 1 400 km nordväst om huvudstaden Jakarta.